# 稚子竹
稚子竹（学名：Arundinaria variegata）为禾本科青篱竹属下的一个种。